# Азовская (станция)
Азовская (укр. Азовська) — грузопассажирская железнодорожная станция в Крыму. Названа по селу Азовское, в котором расположена.
На станции имеется зал ожидания, пригородные и дальние кассы, багажное отделение. 

## История
Станция была открыта в 1892 году. Тогда она называлась "Колай" по названию ближайшего посёлка Колай, своё современное название получила в 1952 году.

## Маршруты пригородного сообщения
- Феодосия - Армянск (1 пара)
- Керчь - Джанкой (2 пары)

| Перевозчик               | Дистанция             | Расписание |
| ------------------------ | --------------------- | ---------- |
| Крымская железная дорога | Пригородное сообщение |            |

## Маршруты дальнего сообщения
- Севастополь - Керчь (615/616)